# Otto Schilling (Theologe, 1874)
Otto Schilling (* 12. Oktober 1874 in Stuttgart; † 1. September 1956 in Pullach) war ein deutscher katholischer Theologe.

## Leben
Otto Schilling studierte von 1893 bis 1897 Katholische Theologie an der Universität Tübingen. Nach der Priesterweihe 1898 wurde er nach seiner Tätigkeit als Vikar in Neckarsulm (1898–1902) und Stadtpfarrverweser in Calw (1901–1903), von 1903 bis 1908 Repetent im Wilhelmsstift. 1908/9 studierte er Staatswissenschaften an der Universität Tübingen und promovierte 1909 bei dem Wirtschaftswissenschaftler Robert Wilbrandt. Es folgte eine kurze Zeit als Stadtpfarrer in Kirchheim/Teck (1910/11), ein Studienaufenthalt in Rom (1911/12) und eine anschließende Tätigkeit als Privatgelehrter in München. Von 1916 bis zu seiner Emeritierung 1941 lehrte er auf dem Lehrstuhl für Moraltheologie und Sozialwissenschaften in Tübingen.

## Schriften (Auswahl)
- Die Staats- und Soziallehre des hl. Augustinus. Herder, Freiburg im Breisgau 1910 (2. Aufl. 1930).
- Naturrecht und Staat nach der Lehre der alten Kirche. Schöningh, Paderborn 1914.
- Das Völkerrecht nach Thomas von Aquin. Herder, Freiburg im Breisgau 1919.
- Der kirchliche Eigentumsbegriff. Herder, Freiburg im Breisgau 1920 (2. Aufl. 1930).
- Moraltheologie. Herder, Freiburg im Breisgau 1922.
- Die Staats- und Soziallehre des Papstes Leo XIII. Bachem, Köln 1925.
- Christliche Gesellschaftslehre. Herder, Freiburg im Breisgau 1926.
- Die christlichen Soziallehren. Oratoriums-Verlag, Köln 1926.
- Christliche Staatslehre und Politik. Volksvereins-Verlag, M. Gladbach 1927.
- Lehrbuch der Moraltheologie. Zwei Bände. Hueber, München 1928 (2. Aufl. u.d.T: Handbuch der Moraltheologie. Schwabenverlag, Stuttgart 1954–1957).
- Katholische Sozialethik. Hueber, München 1929 (2. Aufl. 1954 u.d.T.: Christliche Wirtschaftsethik).
- Moderne Wirtschaftsfragen im Lichte der katholischen Weltanschauung. Hueber, München 1930.
- Die soziale Frage. Hueber, München 1931 (2. Aufl. 1951).
- Christliche Sozial- und Rechtsphilosophie. Hueber, München 1933 (2. Aufl. 1950).
- Katholische Wirtschaftsethik nach den Richtlinien der Enzyklika Quadragesimo anno des Papstes Pius XI. Hueber, München 1933.
- Apologie der katholischen Moral. Schöningh, Paderborn 1936.
- Christliche Gesellschaftslehre. Sozialistische oder christliche Kultur? Hueber, München 1949.
- Christliche Staatslehre und Staatspflichtenlehre. Cassianeum Verlag, Donauwörth 1951.

- Das soziale Evangelium. Ein Beitrag zur Rettung der christlichen Kultur. München 1953, OCLC 63448453.
- Christliche Wirtschaftsethik. München 1954, OCLC 299953496.
- Christliche Sozialethik. Wangen im Allgäu 1960, OCLC 255861520.
- Reichtum und Eigentum in der altkirchlichen Literatur. Ein Beitrag zur sozialen Frage. Frankfurt am Main 1985, ISBN 3-8102-0702-0 (Dissertation Universität Tübingen 1909).